# Audace Foot-Ball Club 1923-1924
Questa voce raccoglie le informazioni riguardanti l'Audace Foot-Ball Club nelle competizioni ufficiali della stagione 1923-1924.

## Organigramma societario
Area direttiva
- Presidente: avv. Cesare Blandamura
- Vice presidente: Filippo De Fraja
- Segretario: Francesco Torro

Area tecnica
- Allenatore: Manziani

## Rosa
Fonti
| N. |                   | Ruolo | Calciatore             |
| -- | ----------------- | ----- | ---------------------- |
|    | Italia (bandiera) | P     | Luigi Coretti          |
|    | Italia (bandiera) | P     | Pierri                 |
|    | Italia (bandiera) | ?     | Carrano I              |
|    | Italia (bandiera) | ?     | Carrano II             |
|    | Italia (bandiera) | ?     | Bonivento              |
|    | Italia (bandiera) | C     | Dalmaso                |
|    | Italia (bandiera) | ?     | Nicola De Lorenzo (II) |
|    | Italia (bandiera) | ?     | Ferioli                |
|    | Italia (bandiera) | ?     | Galletti               |
|    | Italia (bandiera) | A     | Gallo                  |

| N. |                   | Ruolo | Calciatore         |
| -- | ----------------- | ----- | ------------------ |
|    | Italia (bandiera) | ?     | Giorgi             |
|    | Italia (bandiera) | ?     | Lo Prieno I        |
|    | Italia (bandiera) | ?     | Manzoni (capitano) |
|    | Italia (bandiera) | D     | Cosimo Minetola    |
|    | Italia (bandiera) | ?     | Pomes              |
|    | Italia (bandiera) | C     | Rossi              |
|    | Italia (bandiera) | D     | Russo              |
|    | Italia (bandiera) | C     | Giovanni Sardella  |
|    | Italia (bandiera) | D     | Giuseppe Scotti    |

## Risultati
Le date sono rigorosamente quelle indicate dalla voce della competizione linkata qui sotto; le discordanze con le fonti dei tabellini sono puntualmente indicate in nota per ogni partita.

### Prima Divisione

#### Fase regionale

##### Girone di andata
| Arbitro: | Argento (Napoli) |

|             |           |  |
| Manzoni 53’ | Marcatori |  |

| Arbitro: | Palagiano (Taranto) |

|                                            |           |              |
| Gallo 18’, 36’ Manzoni 32’ Lo Prieno I 88’ | Marcatori | 23’ Miraglia |

| Arbitro: | Ambrosini |

|               |           |                    |
| De Bellis 10’ | Marcatori | 85’ (rig.) Manzoni |

| Arbitro: | Reichlin (Napoli) |

|            |           |               |
| Ugenti 21’ | Marcatori | 27’ Carrano I |

| Arbitro: | Palagiano (Taranto) |

|  |           |                  |
|  | Marcatori | 57’, 62’ Manzoni |

##### Girone di ritorno
| Bari 16 dicembre 1923 6ª giornata | Liberty          | 0 – 0 referto | Audace Taranto | Campo San Lorenzo\| Arbitro: \| Cugnini (Ancona) \| |
| Arbitro:                          | Cugnini (Ancona) |               |                |                                                     |

| Arbitro: | Mastroserio (Bari) |

|                                     |           |  |
| Arzeni 25’ De Pasquale I 37’ (rig.) | Marcatori |  |

| Arbitro: | Cugnini (Ancona) |

|            |           |  |
| Giorgi 52’ | Marcatori |  |

| Arbitro: | Cugnini (Ancona) |

|                          |           |  |
| Sardella 33’ Manzoni 71’ | Marcatori |  |

| Arbitro: | Mastroserio (Bari) |

|                              |           |  |
| Manzoni 15’ (rig.), 35’, 68’ | Marcatori |  |

#### Semifinali

##### Girone di andata
| Arbitro: | Comandini (Roma) |

|                     |           |                      |
| Lo Prieno I 7’, 74’ | Marcatori | 18’ Aliotta 72’ Turk |

| Arbitro: | Argento (Napoli) |

|                                    |           |                        |
| Lo Prieno I 37’ Bonivento 42’, 66’ | Marcatori | 50’ Degni 78’ Alice II |

| Arbitro: | Ambrosini (Roma) |

|                                  |           |                         |
| Fiori 4’ (rig.), 33’ Valente 49’ | Marcatori | 67’ Gallo 71’ Bonivento |

##### Girone di ritorno
| Arbitro: | Guidi |

|                |           |                           |
| Negri Urso III | Marcatori | 1’ Carrano ?’, ?’ Manzoni |

| Arbitro: | Cugnini (Ancona) |

|            |           |                   |
| Rovida 15’ | Marcatori | 31’ De Lorenzo II |

| Arbitro: | Celano (Roma) |

|             |           |  |
| Manzoni 38’ | Marcatori |  |

### Spareggio di accesso alla finale di Lega
| Arbitro: | Trezzi (Milano) |

|                      |           |  |
| Caimmi 19’ Degni 55’ | Marcatori |  |

## Statistiche

### Statistiche di squadra
Nella tabella non è conteggiato lo spareggio per la testa del girone semifinale, giocato contro l'Alba Roma.
| Competizione      | Punti | In casa | In casa | In casa | In casa | In casa | In casa | In trasferta | In trasferta | In trasferta | In trasferta | In trasferta | In trasferta | Totale | Totale | Totale | Totale | Totale | Totale | D.R. |
| Competizione      | Punti | G       | V       | N       | P       | Gf      | Gs      | G            | V            | N            | P            | Gf           | Gs           | G      | V      | N      | P      | Gf     | Gs     | D.R. |
| ----------------- | ----- | ------- | ------- | ------- | ------- | ------- | ------- | ------------ | ------------ | ------------ | ------------ | ------------ | ------------ | ------ | ------ | ------ | ------ | ------ | ------ | ---- |
| Girone regionale  | 16    | 5       | 5       | 0       | 0       | 11      | 1       | 5            | 2            | 2            | 1            | 5            | 3            | 10     | 7      | 2      | 1      | 16     | 4      | +12  |
| Girone semifinale | 8     | 3       | 2       | 1       | 0       | 6       | 4       | 3            | 1            | 1            | 1            | 6            | 6            | 6      | 3      | 2      | 1      | 11     | 9      | +2   |
| Totale            | 24    | 8       | 7       | 1       | 0       | 17      | 5       | 8            | 3            | 3            | 2            | 11           | 9            | 16     | 10     | 4      | 2      | 27     | 13     | +14  |

### Statistiche dei giocatori
| Giocatore          | Prima Divisione | Prima Divisione |
| Giocatore          | Presenze        | Reti            |
| ------------------ | --------------- | --------------- |
| Bonivento          | 3               | 3               |
| Carrano (I)        | 16              | 2               |
| Carrano (II)       | 1               | 0               |
| L. Coretti         | 6               | -10             |
| Dal Maso           | 14              | 0               |
| N. De Lorenzo (II) | 10              | 1               |
| Galletti           | 6               | 0               |
| Gallo              | 16              | 3               |
| Giorgi             | 1               | 1               |
| Lo Prieno (I)      | 15              | 4               |
| Manzoni            | 17              | 11              |
| Minetola           | 1               | 0               |
| Pierri             | 11              | -6              |
| Pomes              | 3               | 0               |
| Rossi              | 17              | 0               |
| Russo              | 17              | 0               |
| G. Sardella        | 16              | 1               |
| G. Scotti          | 17              | 0               |